# Lilly Pulitzer
Lillian Pulitzer Rousseau (Roslyn, 10 de noviembre de 1931 - Palm Beach, 7 de abril de 2013) fue una empresaria, diseñadora de moda y persona de la alta sociedad estadounidense. Fundó Lilly Pulitzer, Inc., empresa que produce ropa con estampados florales y otros productos. Participó en numerosas organizaciones benéficas durante su vida y en 2008 fue galardonada como "Mujer distinguida" por la Universidad Palm Beach Altantic.

## Trayectoria

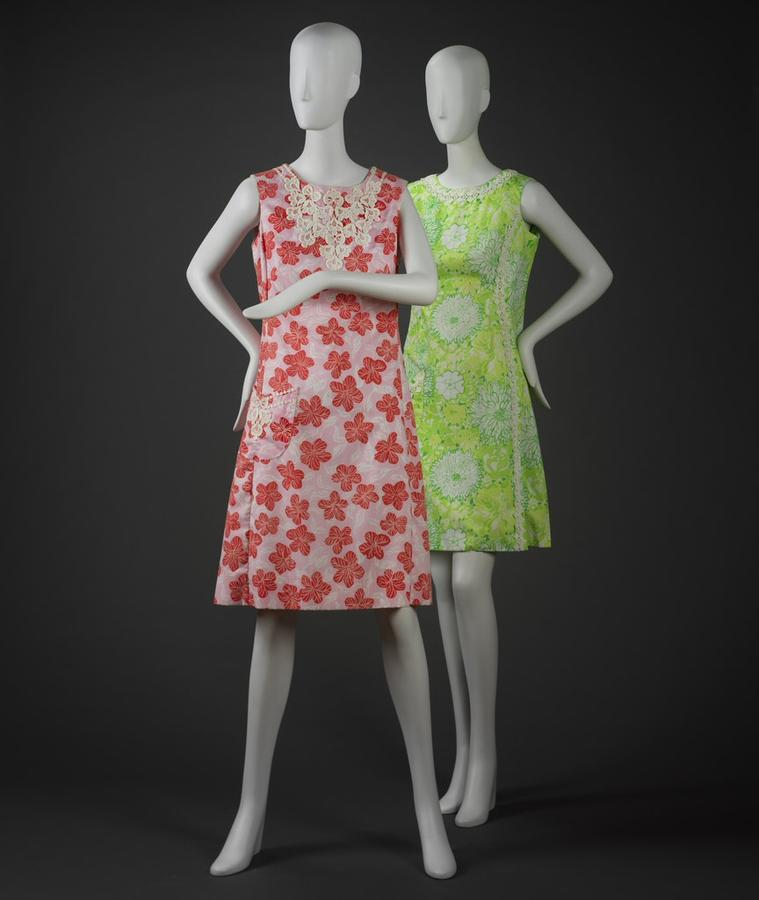
Lilly Pulitzer se viste con estampados de Suzie Zuzek, ca.1965 (Museo RISD)

En 1950, se casó con Herbert (Peter) Pulitzer Jr., nieto del periodista Joseph Pulitzer, y tuvieron tres hijos: Peter, Minnie y Liza. Lillian recibió tratamiento en un centro de salud mental y, en una entrevista de 1994 con la revista de moda W, mencionó que hasta entonces había tenido pocas responsabilidades. Tras varios meses en tratamiento, recordó que su médico le sugirió ocupar su tiempo en alguna actividad. El matrimonio tenía plantaciones de naranjos en Florida, y ella abrió un puesto de zumos en Palm Beach. Para disimular las manchas que se producían en su ropa al exprimir las naranjas, pidió a su modista un vestido adecuado, que llamó la atención de sus clientas. Al notar su popularidad, comenzó a vender más vestidos que zumo y decidió dedicarse al diseño y venta de lo que se conocería como sus "Lillys".
En 1959, se convirtió en presidenta de su propia empresa, Lilly Pulitzer, Inc. La fábrica principal estaba en Miami y sus telas se producían en la empresa Key West Hand Print Fabrics en Cayo Hueso, donde la diseñadora Suzie Zuzek creó la mayoría de sus estampados. Desde los años 60 hasta principios de los 80, sus prendas coloridas ganaron popularidad, contrastando con la moda estructurada de la época. Personalidades como Jacqueline Kennedy Onassis y miembros de las familias Rockefeller y Vanderbilt usaron sus diseños. Cuando Jackie apareció en la revista Life con uno de sus vestidos, su estilo se popularizó entre quienes seguían la moda preppy.
El estilo de Lilly Pulitzer se caracterizó por estampados tropicales con flores, palmeras, frutas y fauna marina. Publicó un par de libros sobre estilo de vida con el autor Jay Mulvaney— Essentially Lilly: A Guide to Colorful Entertaining y Essentially Lilly: A Guide to Colorful Holidays. También publicó dos libros de calendarios de escritorio, Essentially Lilly 2005 Social Butterfly Engagement Calendar y Essentially Lilly 2006 Party Animal Engagement Calendar. Además, creó colecciones especiales para hermandades universitarias y organizó concursos en su página de Facebook para seleccionar estampados.

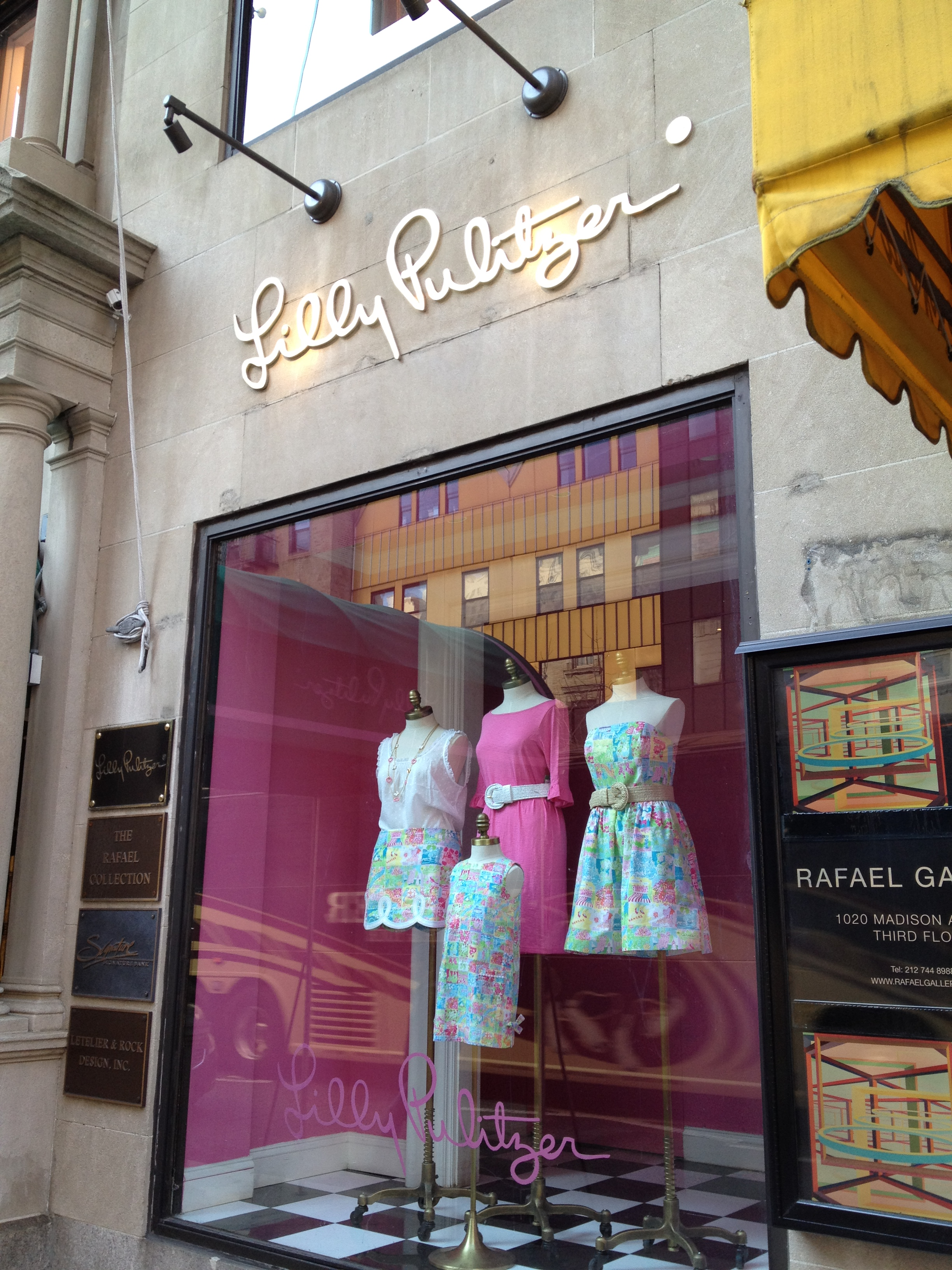
Una tienda Lilly Pulitzer en Nueva York

En 1969, Lilly y Peter se divorciaron. Se casó con Enrique Rousseau al poco tiempo. Aunque cambió legalmente su nombre a Lillian McKim Rousseau, su empresa de ropa siguió operando bajo el nombre "Lilly Pulitzer". Ella continuó residiendo en Palm Beach, Florida. Enrique Rousseau falleció de cáncer en 1993.

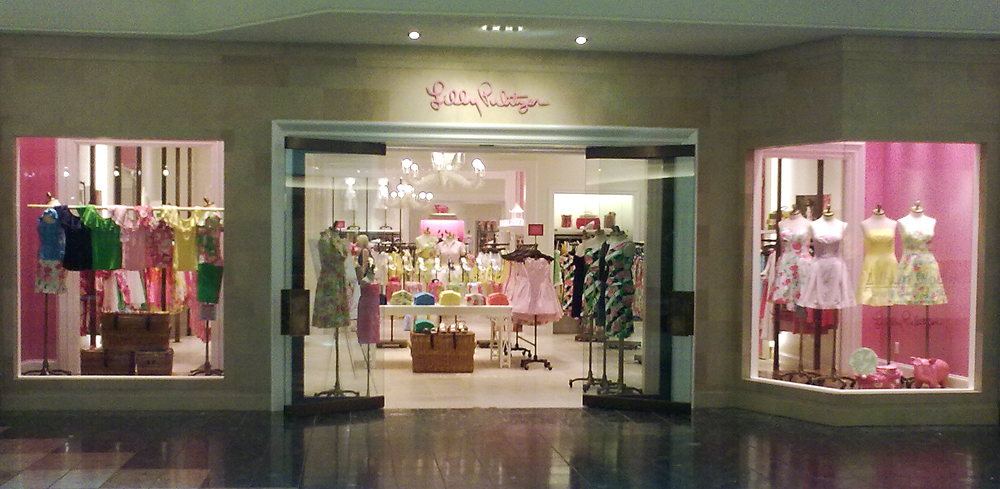
Una tienda Lilly Pulitzer en The Gardens Mall en Palm Beach Gardens

En 1984, cerró su empresa de ropa, y casi una década después, en 1993, Sugartown Worldwide, Inc. adquirió los derechos de la marca y relanzó la línea, que más tarde pasó a llamarse Lilly Pulitzer Inc. La empresa produce, además de ropa para mujer, artículos como ropa infantil, calzado, joyería, accesorios, trajes de baño, ropa de cama y papelería. Siguiendo la visión de Pulitzer, la marca se centra en prendas para climas cálidos y lanzó una colección nupcial en 2010. La marca cuenta con 75 tiendas propias y sus productos se venden en grandes almacenes como Lord & Taylor, Nordstrom, Saks Fifth Avenue y Neiman Marcus. En 2010, fue adquirida por Oxford Industries, Inc. En 2015, una colaboración con Target se agotó en pocas horas.
Las guías de Lisa Birnbach, The Official Preppy Handbook y True Prep, mencionan la ropa de Lilly Pulitzer como parte del estilo preppy. Entre 2010 y 2011, el Museo de Historia de la Moda y el Estilo de Vida en Boynton Beach, en Florida, organizó una exposición sobre sus diseños, destacando su vínculo con la moda en Palm Beach y Florida.
Lilly Pulitzer falleció el 7 de abril de 2013 a los 81 años en su casa de Palm Beach, en Florida.